# Vinnie Jones
Vincent Peter Jones (Watford, 5. siječnja 1965.) poznat i kao Vinnie Jones je umirovljeni velški nogometaš, rođen u Engleskoj.
Rodio se u Watfordu, od oca lovočuvara. Vrlo rano je počeo igrati nogomet, te je zavolio igru. No, poznat je po nasilnom ponašanju, grubostima u igri, i po svom imidžu "teškog čovjeka". Nogometom se kao poslom počeo baviti 1984. godine u Wealdonu, no nije poznato koliko je nastupa ostvario i golova postigao.
Kasnije je igrao i za druge klubove, kao što su Wimbledon FC, Leeds United, Sheffield United, Whitton United i Chelsea.
Za klub Wimbledon osvojio je FA Cup 1988. godine, što je najviše postignuće kluba dosada. Iako je u karijeri dugoj 15 godina dobio 12 crvenih kartona, tijekom jedne godine u Leedsu dobio je samo 3 žuta kartona. Žrtve njegovih grubosti na terenu su Gary Stevens (koji je zbog njegove ozljede okončao karijeru.) i Paul Gascoigne. Bio je kapetan Velške nacionalne reprezentacije, gdje je imao 8 nastupa.
Osim kao nogometaš, poznat je i kao glumac, iako nema formalne glumačke naobrazbe. Dosad je snimio 29 filmova. Nakon što je 1999. u 34. godini otišao iz nogometa, posvetio se glumi, gdje je odigrao niz zapaženih uloga. Jedna od najpoznatijih je ona Juggernauta u serijalu X-Men.
Sa suprugom Tanyom ima dvoje djece.

## Vanjske poveznice
- Vinnie Jones' official web site
- Vinnie Jones u internetskoj bazi filmova IMDb-u (engl.)
- Classic Management  Arhivirana inačica izvorne stranice od 25. kolovoza 2007. (Wayback Machine) Management Agency - Includes Sport and Film history
- Jones "distracting" Gascoigne.  Arhivirana inačica izvorne stranice od 18. prosinca 2003. (Wayback Machine)
- Vinnie Jones' JOHNNY WAS movie  Arhivirana inačica izvorne stranice od 19. kolovoza 2007. (Wayback Machine)
- Vinny Jones makes WWE No Way Out appearance to set up angle with "Stone Cold" Steve Austin